# TaKeTiNa

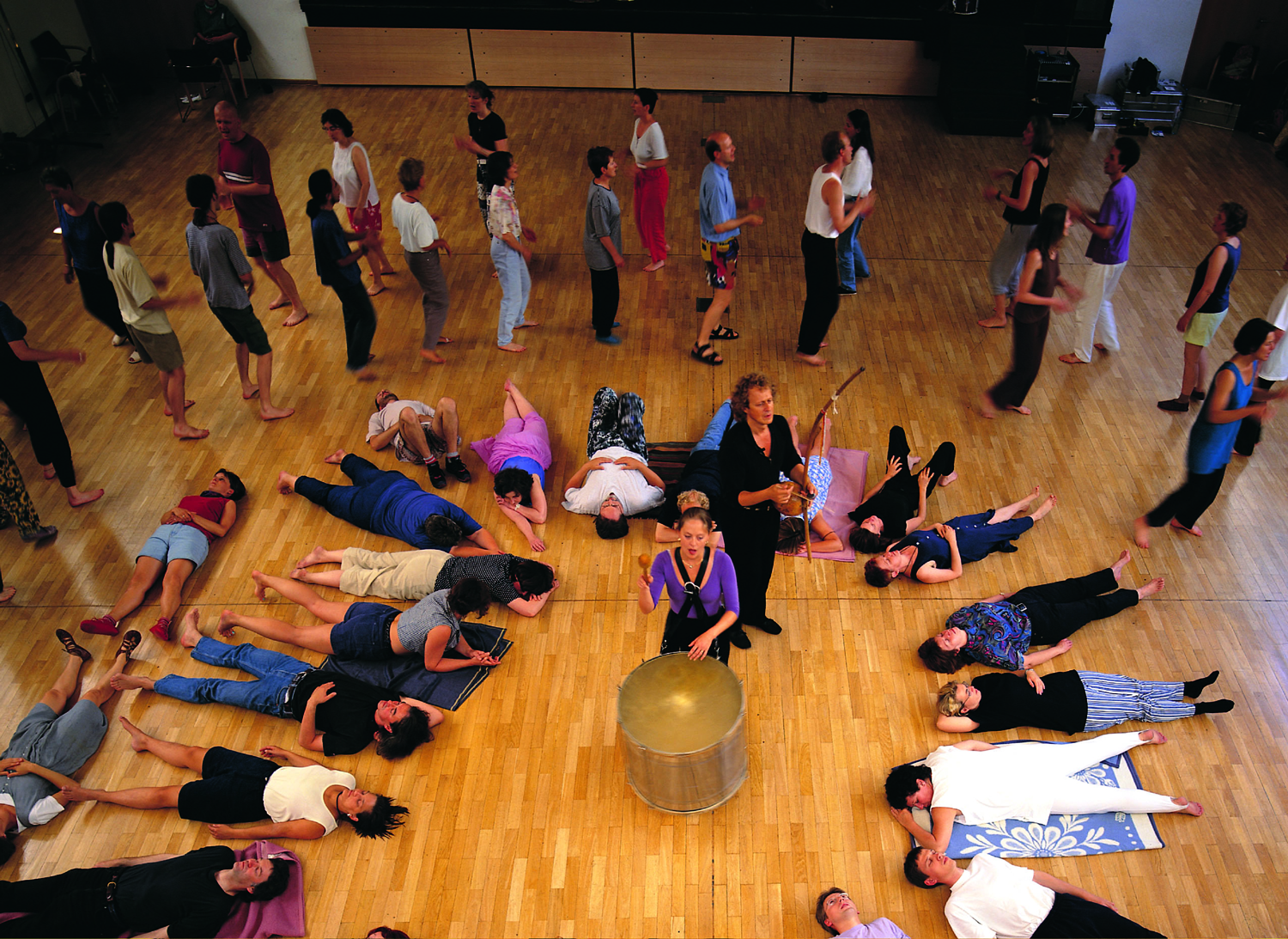
Roda de TaKeTiNa (com Reinhard Flatischler e Cornelia Jecklin)

Desenvolvida na década de 1970 pelo percussionista austríaco Reinhard Flatischler, a TaKeTiNa é um processo coletivo, meditativo e musical para o desenvolvimento humano. Em uma sessão de TaKeTiNa, existem três camadas de ritmo simultâneas (voz, mãos e pés), suportadas por um berimbau e um surdo, que causam um constante equilíbrio entre caos e ordem, estabilização e desestabilização, levando os participantes a repetidamente sair e entrar no ritmo.

Segundo Flatischler, os participantes desenvolvem uma profunda orientação rítmica e também qualidades diretamente benéficas para nossa saúde e qualidade de vida: redução de ansiedade, ludicidade, estabilidade da atenção, relaxamento, entre outras.
O método da TaKeTiNa é usado em universidades, empresas, clínicas e hospitais ao redor do mundo.